# Hulk (football)

Givanildo Vieira de Souza, surnommé Hulk, né le 25 juillet 1986 à Campina Grande dans l'État du Paraíba au Brésil, est un footballeur international brésilien évoluant au poste d'attaquant au Atlético Mineiro.
Il est connu pour sa qualité de jeu, et ses frappes puissantes lors des matchs. Son surnom est dû à sa ressemblance avec l'acteur Lou Ferrigno qui jouait Hulk dans la série américaine L'Incroyable Hulk.

## Biographie

### Carrière en club

#### Au Japon (2005-2008)
Il a commencé à jouer au Brésil (formé par le club de l'EC Vitória, avec qui il fait ses débuts en professionnel) mais part rapidement au Japon où il reste trois ans (de 2005 à 2008). À noter qu'il fut pendant son contrat de trois ans au Kawasaki Frontale, prêté au Consadole Sapporo et au Tokyo Verdy. C'est avec le club du Tokyo Verdy que Hulk s'est illustré en marquant lors de la saison de D2 2007, 37 buts en 42 matchs (et finit meilleur buteur de la saison).

#### FC Porto (2008-2012)

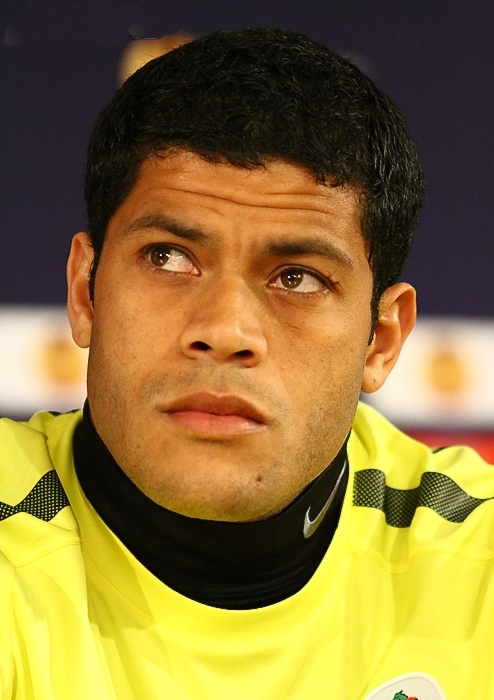
Hulk avec le FC Porto.

Rapide, puissant doté d'une excellente qualité technique et d'une frappe hors norme, au poste d'ailier/attaquant. Il a marqué son premier but avec Porto en match amical face au Cagliari Calcio, en ayant marqué le but du 4-1 en faveur du FC Porto à la dernière minute de jeu. Il trouve rapidement sa place dans le trio offensif de Porto, avec Cristian Rodríguez et Lisandro López en marquant 10 buts lors de sa première saison.
Lors de l'été 2009, il prolonge son contrat jusqu'en 2014 et le club inclut une clause libératoire de 100 millions d'euros.
Le 20 décembre 2009, lors de O Clássico que le Benfica remporte 1-0, une bagarre éclate dans le tunnel menant à la pelouse de l'Estádio da Luz. Le joueur brésilien et Cristian Săpunaru sont désignés comme responsables de cet incident. Hulk est même accusé d'avoir frappé un steward de la sécurité du stade. Il est suspendu pour quatre mois par la commission disciplinaire de la Ligue professionnelle de football portugais (LPFP). Toujours pour la même affaire, son coéquipier Sapunaru, s'est vu quant à lui infliger six mois d'interdiction de jouer (à noter que ces sanctions ne s'appliquèrent pas pour la Ligue des champions). Le 15 février 2010, il va pouvoir jouer le match de la Ligue des champions contre Arsenal. Finalement, Hulk a été suspendu durant 17 matchs alors que le conseil disciplinaire de la fédération portugaise de football a réduit la peine à 3 matchs. Après le retour de Hulk, Porto a réalisé une fin de saison tonitruante : le FC Porto est la seule équipe européenne à ne pas avoir perdu une seule rencontre de championnat en 2010-11.
Les coéquipiers du Brésilien Hulk, meilleur buteur du championnat avec 23 buts en 26 matchs (33 buts toutes compétitions confondues) et meilleur passeur comptabilisent 27 victoires et 3 matchs nuls et terminent le championnat avec la meilleure attaque de la Liga Sagres (73 buts marqués) et la meilleure défense (16 encaissés). Il marque un doublé le 21 avril face à SC Beira-Mar puis, une semaine plus tard, il offre le championnat portugais au FC Porto grâce à un doublé sur penalty.
Le 18 mai 2011, il gagne la Ligue Europa en s'illustrant en finale par son activité et ses dribbles. Pourtant, il n'est pas retenu deux jours plus tard pour la Copa América 2011.

#### Zénith Saint-Pétersbourg (2012-2016)
Le 3 septembre 2012, Hulk signe un contrat de 5 ans pour le club russe du Zénith Saint-Pétersbourg (le transfert s'élève à 50 millions d'euros).
Le 22 septembre 2012, Hulk inscrit son premier but sous les couleurs du Zénith contre le Krylia Samara, score final 2-2.
Du 5 au 6 novembre 2012, sa sœur, Angélica Aparecida Vieira de Souza, qui réside au Brésil, est enlevée par une bande pendant 24h, dans l'espoir d'une rançon. L'affaire, très médiatisée dans le tout pays, prend tout de suite une énorme ampleur, et les ravisseurs finissent par relâcher la sœur de Hulk.

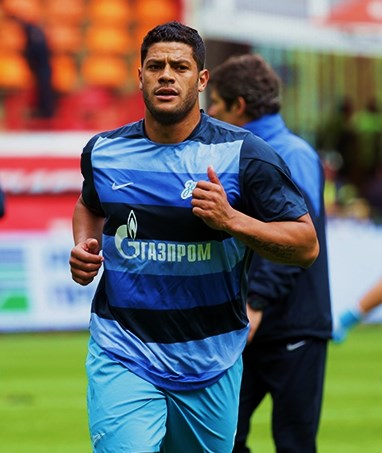
Hulk avec le Zénith en 2014.

#### Shanghaï SIPG (2016-2020)
Le 30 juin 2016, il rejoint officiellement le Shanghai SIPG contre 55,7 millions d'euros et un salaire annuel de 20 millions d'euros. Lors de sa première saison, il joue 29 matches et marque 20 buts.
Le 15 juillet 2020, Hulk annonce qu'il quittera le Shanghai SIPG à l'issue de la saison. Il explique au journal brésilien O Globo : « Nous avons déjà eu une réunion (avec les dirigeants) et je leur ai dit que je ne voulais pas prolonger. Maintenant, les propositions pleuvent. De plusieurs pays. Il y a de grands clubs européens, qui disputent la Ligue des champions, et des clubs brésiliens. Même d'autres en Chine. Mais je ne veux pas rester ici. Je réfléchis, je demande à Dieu de m'aider à choisir la meilleure option et à me sentir bien physiquement. »
Le 8 décembre 2020, il quitte le Shanghai SIPG quelques jours avant la fin de son contrat de quatre ans après s'être brouillé avec son entraîneur. 

#### Atlético Mineiro (depuis 2021)
En fin de contrat avec le club de Shanghai Port FC où il a évolué pendant cinq saisons en Super League chinoise, il rejoint le championnat brésilien et le club de l'Atlético Mineiro. Il signe un contrat d'une durée de deux ans.

### Carrière en sélection nationale
Il est convoqué pour la première fois par Dunga avec l'équipe nationale du Brésil le 27 octobre 2009 pour 2 matchs amicaux contre l'Angleterre et Oman. Ainsi, il entre en jeu à la 66e minute du match contre l'Angleterre du 14 novembre 2009 en remplacement de Luís Fabiano. Malgré sa superbe saison 2010-2011, il n'est pas retenu pour la Copa América 2011 par le sélectionneur national Mano Menezes.
Hulk est appelé par Mano Menezes pour participer aux Jeux olympiques de Londres. Il fait ainsi partie des trois joueurs brésiliens de plus de 23 ans avec Marcelo et Thiago Silva. Il fait une compétition remarquée notamment avec une passe décisive pour Neymar en match de poules et le seul but de la « Seleção » en finale contre le Mexique. Il est convoqué par Luiz Felipe Scolari pour participer à la coupe des confédérations 2013. Il a participé aussi à la Coupe du monde 2014 disputée au Brésil.

#### Buts internationaux
| Buts de Hulk en sélection | Buts de Hulk en sélection | Buts de Hulk en sélection   | Buts de Hulk en sélection | Buts de Hulk en sélection | Buts de Hulk en sélection | Buts de Hulk en sélection | Buts de Hulk en sélection |
|                           | Date                      | Lieu                        | Adversaire                | Score                     | Résultat                  | Compétition               |                           |
| ------------------------- | ------------------------- | --------------------------- | ------------------------- | ------------------------- | ------------------------- | ------------------------- | ------------------------- |
| 1                         | 26 mai 2012               | Hambourg, Allemagne         | Danemark                  | 1-0                       | 3-1                       | Match amical              |                           |
| 2                         | 26 mai 2012               | Hambourg, Allemagne         | Danemark                  | 3-0                       | 3-1                       | Match amical              |                           |
| 3                         | 9 mai 2012                | East Rutherford, États-Unis | Argentine                 | 3-2                       | 3-4                       | Match amical              |                           |
| 4                         | 7 septembre 2012          | São Paulo, Brésil           | Afrique du Sud            | 1-0                       | 1-0                       | Match amical              |                           |
| 5                         | 11 septembre 2012         | Récife, Brésil              | Chine                     | 4-0                       | 8-0                       | Match amical              |                           |
| 6                         | 12 octobre 2012           | Malmo, Suède                | Irak                      | 4-0                       | 6-0                       | Match amical              |                           |
| 7                         | 16 novembre 2013          | Miami, États-Unis           | Honduras                  | 5-0                       | 5-0                       | Match amical              |                           |
| 8                         | 19 novembre 2013          | Toronto, Canada             | Chili                     | 1-0                       | 2-1                       | Match amical              |                           |
| 9                         | 3 juin 2014               | Goiânia, Brésil             | Panama                    | 3-0                       | 4-0                       | Match amical              |                           |
| 10                        | 5 septembre 2015          | Harrison, États-Unis        | Costa Rica                | 1-0                       | 1-0                       | Match amical              |                           |
| 11                        | 8 septembre 2015          | Foxborough, États-Unis      | États-Unis                | 1-0                       | 4-1                       | Match amical              |                           |

## Palmarès

### En club
| FC Porto (12) | Zénith Saint-Pétersbourg (2)                                                          | Shanghai SIPG (2)                                                                        | Atlético Mineiro (4) |
| --- | ------------------------------------------------------------------------------------- | ---------------------------------------------------------------------------------------- | --- |
| - Ligue Europa : - Vainqueur en 2011 - Supercoupe d'Europe : - Finaliste en 2011 - Championnat du Portugal : - Vainqueur en 2008, 2009, 2011, 2012 et 2013 - Coupe du Portugal : - Vainqueur en 2009, 2010 et 2011 - Supercoupe du Portugal : - Vainqueur en 2009, 2010 et 2011 | - Championnat de Russie : - Vainqueur en 2015 - Coupe de Russie : - Vainqueur en 2016 | - Championnat de Chine : - Vainqueur en 2018 - Supercoupe de Chine : - Vainqueur en 2019 | - Campeonato Mineiro : - Vainqueur en 2021, 2022, 2023 et 2024 - Brasileirão : - Vainqueur en 2021 - Coupe du Brésil : - Vainqueur en 2021 |

### En équipe du Brésil
- 47 sélections et 11 buts depuis 2009.
- Vice-champion Olympique en 2012.
- Vainqueur de la Coupe des Confédérations en 2013.
- Participation à la Coupe du Monde en 2014 (4e).

### Distinctions individuelles
- Élu meilleur joueur du championnat du Portugal en 2011 et en 2012 avec le FC Porto.
- Meilleur buteur du championnat du Portugal en 2011 (23 buts) avec le FC Porto.
- Meilleur buteur du championnat de Russie en 2015 (15 buts) avec le Zénith Saint-Pétersbourg.
- Meilleur buteur du championnat du Brésil en 2021 (19 buts) avec l'Atletico Mineiro.
- Meilleur buteur de la J-League 2 en 2007 (37 buts) avec le Tokyo Verdy.
- Meilleur buteur de la Coupe du Brésil en 2021 (8 buts) avec l'Atletico Mineiro.

- Meilleur buteur de la Coupe de la Paix en 2009 (3 buts) avec le FC Porto.
- Meilleur passeur du championnat du Portugal en 2011 (13 passes) et en 2012 (10 passes) avec le FC Porto.
- Meilleur passeur du championnat de Russie en 2016 (20 passes) avec le Zénith Saint-Pétersbourg.

## Statistiques
| Saison                | Club                     | Championnat           | Championnat | Championnat | Championnat | Coupe nationale | Coupe nationale | Coupe nationale | Coupe de la Ligue | Coupe de la Ligue | Coupe de la Ligue | Supercoupe | Supercoupe | Supercoupe | Compétition(s) continentale(s) | Compétition(s) continentale(s) | Compétition(s) continentale(s) | Compétition(s) continentale(s) | Supercoupe UEFA | Supercoupe UEFA | Supercoupe UEFA | Campeonato Mineiro | Campeonato Mineiro | Campeonato Mineiro | Total | Total | Total |
| Saison                | Club                     | Division              | M.          | B.          | P.d.        | M.              | B.              | P.d.            | M.                | B.                | P.d.              | M.         | B.         | P.d.       | Comp.                          | M.                             | B.                             | P.d.                           | M.              | B.              | P.d.            | M.                 | B.                 | P.d.               | M.    | B.    | P.d.  |
| 2004                  | EC Vitória               | Brasileirão           | 2           | 0           | 0           | -               | -               | -               | -                 | -                 | -                 | -          | -          | -          | -                              | -                              | -                              | -                              | -               | -               | -               | -                  | -                  | -                  | 2     | 0     | 0     |
| Sous-total            | Sous-total               | Sous-total            | 2           | 0           | 0           | -               | -               | -               | -                 | -                 | -                 | -          | -          | -          | -                              | -                              | -                              | -                              | -               | -               | -               | -                  | -                  | -                  | 2     | 0     | 0     |
| 2005                  | Kawasaki Frontale        | J. League             | 9           | 1           | 1           | 2               | 2               | 0               | 1                 | 0                 | 0                 | -          | -          | -          | -                              | -                              | -                              | -                              | -               | -               | -               | -                  | -                  | -                  | 12    | 3     | 1     |
| 2006                  | Kawasaki Frontale        | J. League             | 2           | 0           | 1           | -               | -               | -               | -                 | -                 | -                 | -          | -          | -          | -                              | -                              | -                              | -                              | -               | -               | -               | -                  | -                  | -                  | 2     | 0     | 1     |
| Sous-total            | Sous-total               | Sous-total            | 11          | 1           | 2           | 2               | 2               | 0               | 1                 | 0                 | 0                 | -          | -          | -          | -                              | -                              | -                              | -                              | -               | -               | -               | -                  | -                  | -                  | 14    | 3     | 2     |
| 2006                  | Consadole Sapporo        | J2 League             | 38          | 25          | 0           | 3               | 1               | 0               | -                 | -                 | -                 | -          | -          | -          | -                              | -                              | -                              | -                              | -               | -               | -               | -                  | -                  | -                  | 41    | 26    | 0     |
| Sous-total            | Sous-total               | Sous-total            | 38          | 25          | 0           | 3               | 1               | 0               | -                 | -                 | -                 | -          | -          | -          | -                              | -                              | -                              | -                              | -               | -               | -               | -                  | -                  | -                  | 41    | 26    | 0     |
| 2007                  | Tokyo Verdy              | J2 League             | 42          | 37          | 0           | -               | -               | -               | -                 | -                 | -                 | -          | -          | -          | -                              | -                              | -                              | -                              | -               | -               | -               | -                  | -                  | -                  | 42    | 37    | 0     |
| 2008                  | Tokyo Verdy              | J. League             | 11          | 7           | 2           | -               | -               | -               | 3                 | 1                 | 0                 | -          | -          | -          | -                              | -                              | -                              | -                              | -               | -               | -               | -                  | -                  | -                  | 14    | 8     | 2     |
| Sous-total            | Sous-total               | Sous-total            | 53          | 44          | 2           | -               | -               | -               | 3                 | 1                 | 0                 | -          | -          | -          | -                              | -                              | -                              | -                              | -               | -               | -               | -                  | -                  | -                  | 56    | 45    | 2     |
| 2008-2009             | FC Porto                 | L. Sagres             | 25          | 8           | 9           | 7               | 1               | 0               | 1                 | 0                 | 0                 | 1          | 0          | 0          | C1                             | 10                             | 0                              | 0                              | -               | -               | -               | -                  | -                  | -                  | 44    | 9     | 9     |
| 2009-2010             | FC Porto                 | L. Sagres             | 19          | 5           | 9           | 3               | 2               | 1               | -                 | -                 | -                 | 1          | 0          | 0          | C1                             | 8                              | 3                              | 1                              | -               | -               | -               | -                  | -                  | -                  | 31    | 10    | 11    |
| 2010-2011             | FC Porto                 | L. Sagres             | 26          | 23          | 13          | 7               | 4               | 4               | 3                 | 1                 | 0                 | 1          | 0          | 0          | C3                             | 16                             | 8                              | 4                              | -               | -               | -               | -                  | -                  | -                  | 53    | 36    | 21    |
| 2011-2012             | FC Porto                 | L. Sagres             | 26          | 16          | 11          | 1               | 0               | 1               | 2                 | 1                 | 0                 | 1          | 0          | 0          | C1+C3                          | 9                              | 4                              | 2                              | 1               | 0               | 0               | -                  | -                  | -                  | 40    | 21    | 14    |
| 2012-2013             | FC Porto                 | L. Sagres             | 3           | 2           | 0           | 0               | 0               | 0               | -                 | -                 | -                 | -          | -          | -          | C1                             | -                              | -                              | -                              | -               | -               | -               | -                  | -                  | -                  | 3     | 2     | 0     |
| Sous-total            | Sous-total               | Sous-total            | 99          | 54          | 42          | 18              | 7               | 5               | 6                 | 2                 | 0                 | 4          | 0          | 0          | -                              | 42                             | 15                             | 7                              | 1               | 0               | 0               | -                  | -                  | -                  | 170   | 78    | 54    |
| 2012-2013             | Zénith Saint-Pétersbourg | Rus. PL               | 18          | 7           | 2           | 3               | 1               | 3               | -                 | -                 | -                 | -          | -          | -          | C1+C3                          | 5+4                            | 1+2                            | 1                              | -               | -               | -               | -                  | -                  | -                  | 30    | 11    | 6     |
| 2013-2014             | Zénith Saint-Pétersbourg | Rus. PL               | 24          | 17          | 7           | 0               | 0               | 0               | -                 | -                 | -                 | -          | -          | -          | C1                             | 10                             | 5                              | 5                              | -               | -               | -               | -                  | -                  | -                  | 34    | 22    | 12    |
| 2014-2015             | Zénith Saint-Pétersbourg | Rus. PL               | 28          | 15          | 10          | 2               | 0               | 1               | -                 | -                 | -                 | -          | -          | -          | C1+C3                          | 8+6                            | 3+3                            | 2+0                            | -               | -               | -               | -                  | -                  | -                  | 44    | 21    | 13    |
| 2015-2016             | Zénith Saint-Pétersbourg | Rus. PL               | 31          | 22          | 16          | 4               | 2               | 0               | -                 | -                 | -                 | 1          | 0          | 0          | C1                             | 7                              | 5                              | 5                              | -               | -               | -               | -                  | -                  | -                  | 43    | 29    | 21    |
| Sous-total            | Sous-total               | Sous-total            | 97          | 56          | 35          | 9               | 3               | 4               | -                 | -                 | -                 | 1          | 0          | 0          | -                              | 41                             | 18                             | 12                             | -               | -               | -               | -                  | -                  | -                  | 148   | 77    | 51    |
| 2016                  | Shanghai SIPG            | Chin. SL              | 7           | 4           | 1           | -               | -               | -               | -                 | -                 | -                 | -          | -          | -          | ACL                            | 1                              | 0                              | 0                              | -               | -               | -               | -                  | -                  | -                  | 8     | 4     | 1     |
| 2017                  | Shanghai SIPG            | Chin. SL              | 27          | 17          | 14          | 6               | 4               | 3               | -                 | -                 | -                 | -          | -          | -          | ACL                            | 11                             | 9                              | 8                              | -               | -               | -               | -                  | -                  | -                  | 44    | 30    | 25    |
| 2018                  | Shanghai SIPG            | Chin. SL              | 25          | 13          | 15          | 2               | 1               | 0               | -                 | -                 | -                 | -          | -          | -          | ACL                            | 7                              | 3                              | 2                              | -               | -               | -               | -                  | -                  | -                  | 34    | 17    | 17    |
| 2019                  | Shanghai SIPG            | Chin. SL              | 25          | 10          | 7           | 3               | 1               | 1               | -                 | -                 | -                 | 1          | 0          | 0          | ACL                            | 8                              | 6                              | 2                              | -               | -               | -               | -                  | -                  | -                  | 37    | 17    | 10    |
| 2020                  | Shanghai SIPG            | Chin. SL              | 16          | 6           | 0           | 1               | 0               | 1               | -                 | -                 | -                 | -          | -          | -          | ACL                            | 4                              | 2                              | 0                              | -               | -               | -               | -                  | -                  | -                  | 21    | 8     | 1     |
| Sous-total            | Sous-total               | Sous-total            | 101         | 50          | 37          | 12              | 6               | 5               | -                 | -                 | -                 | 1          | 0          | 0          | -                              | 31                             | 20                             | 12                             | -               | -               | -               | -                  | -                  | -                  | 145   | 76    | 54    |
| 2021                  | Atlético Mineiro         | Brasileirão           | 35          | 19          | 7           | 10              | 8               | 2               | -                 | -                 | -                 | -          | -          | -          | CL                             | 13                             | 7                              | 3                              | -               | -               | -               | 10                 | 2                  | 2                  | 68    | 36    | 14    |
| 2022                  | Atlético Mineiro         | Brasileirão           | 25          | 12          | 2           | 2               | 1               | 1               | -                 | -                 | -                 | 1          | 1          | 0          | CL                             | 10                             | 5                              | 1                              | -               | -               | -               | 8                  | 10                 | 1                  | 46    | 29    | 5     |
| 2023                  | Atlético Mineiro         | Brasileirão           | 34          | 15          | 11          | 4               | 1               | 0               | -                 | -                 | -                 | -          | -          | -          | CL                             | 10                             | 3                              | 2                              | -               | -               | -               | 11                 | 11                 | 1                  | 59    | 30    | 14    |
| 2024                  | Atlético Mineiro         | Brasileirão           | 24          | 10          | 5           | 8               | 1               | 0               | -                 | -                 | -                 | -          | -          | -          | CL                             | 11                             | 1                              | 5                              | -               | -               | -               | -                  | -                  | -                  | 43    | 12    | 10    |
| 2025                  | Atlético Mineiro         | Brasileirão           | 13          | 4           | 2           | 3               | 2               | 0               | -                 | -                 | -                 | -          | -          | -          | CL                             | -                              | -                              | -                              | -               | -               | -               | -                  | -                  | -                  | 16    | 6     | 2     |
| Sous-total            | Sous-total               | Sous-total            | 131         | 60          | 27          | 27              | 13              | 3               | -                 | -                 | -                 | 1          | 1          | 0          | -                              | 44                             | 16                             | 10                             | -               | -               | -               | 29                 | 23                 | 4                  | 232   | 113   | 44    |
| Total sur la carrière | Total sur la carrière    | Total sur la carrière | 532         | 290         | 145         | 71              | 32              | 17              | 10                | 3                 | 0                 | 7          | 1          | 0          | -                              | 158                            | 69                             | 42                             | 1               | 0               | 0               | 29                 | 23                 | 4                  | 808   | 418   | 208   |